# فيكتور فريدمان
فيكتور فريدمان (بالإنجليزية: Victor Friedman)‏ هو لغوي أمريكي، ولد في 18 أكتوبر 1949 في شيكاغو في الولايات المتحدة.